# Under Attack (sång)
Under Attack är en poplåt skriven av Benny Andersson och Björn Ulvaeus som spelades in av den svenska gruppen Abba. Inspelningen påbörjades i augusti 1982 och låten blev därmed en av gruppens sista inspelningar innan deras paus som varade fram till inspelningen av albumet Voyage, utgivet 2021. 

## Historik
Efter att albumet The Visitors gavs ut i november 1981 fanns det planer på ytterligare ett album med Abba. Tre låtar spelades in i början av maj och efter den sessionen ändrades planerna till att istället ge ut en samlingsskiva, The Singles - The First Ten Years, som markerade tioårsjubileet av gruppens första gemensamma singel, "People Need Love", 1972. Det beslutades även att samlingsalbumet skulle innehålla två nya låtar. I augusti spelades tre nya melodier in, varav "Under Attack" var en av dem. Till melodin i "Under Attack" använde Andersson och Ulvaeus delar av några tidigare outgivna inspelningar; "Just Like That", från maj 1982, och "Under My Sun/Rubber Ball Man" från augusti 1979.
Det finns två mixade versioner av "Under Attack"; en version avslutas med att musiken tonar ut. Denna mix valdes till kommande album samt singelutgåvan. Den andra versionen avslutas med att gruppen sjunger "Under Attack!". Den versionen användes av Abba när de framförde låten playback i TV-program.

### Utgivning
"Under Attack" togs tillsammans med "The Day Before You Came" med som nya låtar på gruppens jubileumsskiva The Singles - The First Ten Years i november 1982. I december gavs låten ut på singelskiva i större delen av världen och i februari 1983 gavs den ut i de nordiska länderna. Den blev Abbas sista singel på närmare 40 år, eftersom gruppmedlemmarna påbörjade andra projekt vid tiden för utgivningen, vilket i själva verket ledde till att gruppen inte gick in i studion igen förrän inför återföreningen 2021.
Vid singelutgivningen hade gruppens två senaste singelskivor, "Head Over Heels" och "The Day Before You Came", inte blivit etta i något land och inte heller "Under Attack" lyckades med det. Den klättrade till plats 2 i Belgien och var en topp-20-hit i några europeiska länder, men blev bara 26:a i Storbritannien. I Australien, där gruppen några år tidigare varit omåttligt populär, klättrade singeln inte högre än plats 96. Singeln blev gruppens lägst placerade internationella singel sedan "So Long" 1974.   
Musikvideon till "Under Attack" spelades i en lagerlokal i Stockholm i regi av Kjell Sundvall och Kjell-Åke Andersson.
Låten togs med på samlingsalbumet More ABBA Gold 1993 och i musikalen Mamma Mia! 1999. Den är dock inte med i långfilmen med samma namn 2008. 

## Listplaceringar
| Lista (1983)                  | Högsta placering |
| ----------------------------- | ---------------- |
| Belgiska singellistan         | 2                |
| Nederländska singellistan     | 5                |
| Finländska singellistan       | 8                |
| Argentinska singellistan      | 9                |
| Irländska singellistan        | 11               |
| Schweiziska singellistan      | 15               |
| Västtyska singellistan        | 22               |
| Brittiska singellistan        | 26               |
| Franska singellistan          | 43               |
| Australiska ARIA-singellistan | 96               |